# 阿列克谢·冯·亚夫连斯基
阿列克谢·格奥尔基耶维奇·冯·亚夫连斯基（羅馬化：Alekséy Geórgiyevich fon Yavlénskiy；1864年3月13日—1941年3月15日），活跃于德国的俄罗斯表现主义画家。他是慕尼黑新艺术家协会、青骑士社团以及后来的蓝色四人组的重要成员。其子安德烈亚斯·亚夫连斯基也是一位画家。

## 作品
亚夫连斯基的画作藏于世界各地的画廊和博物馆。德国威斯巴登博物馆拥有数量最多的亚夫连斯基作品，达90余件。

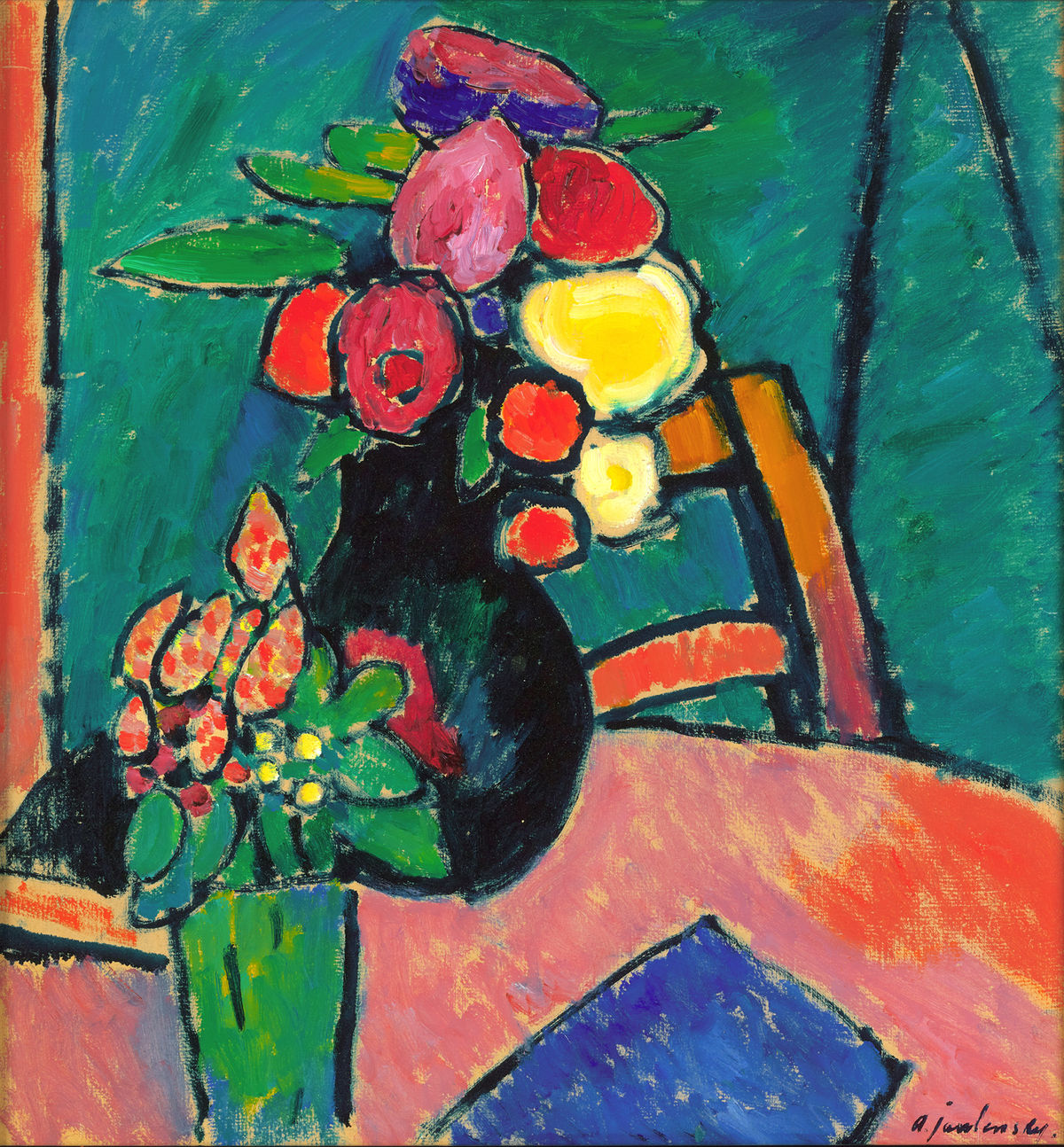
《花卉静物画》，1908年，私人收藏
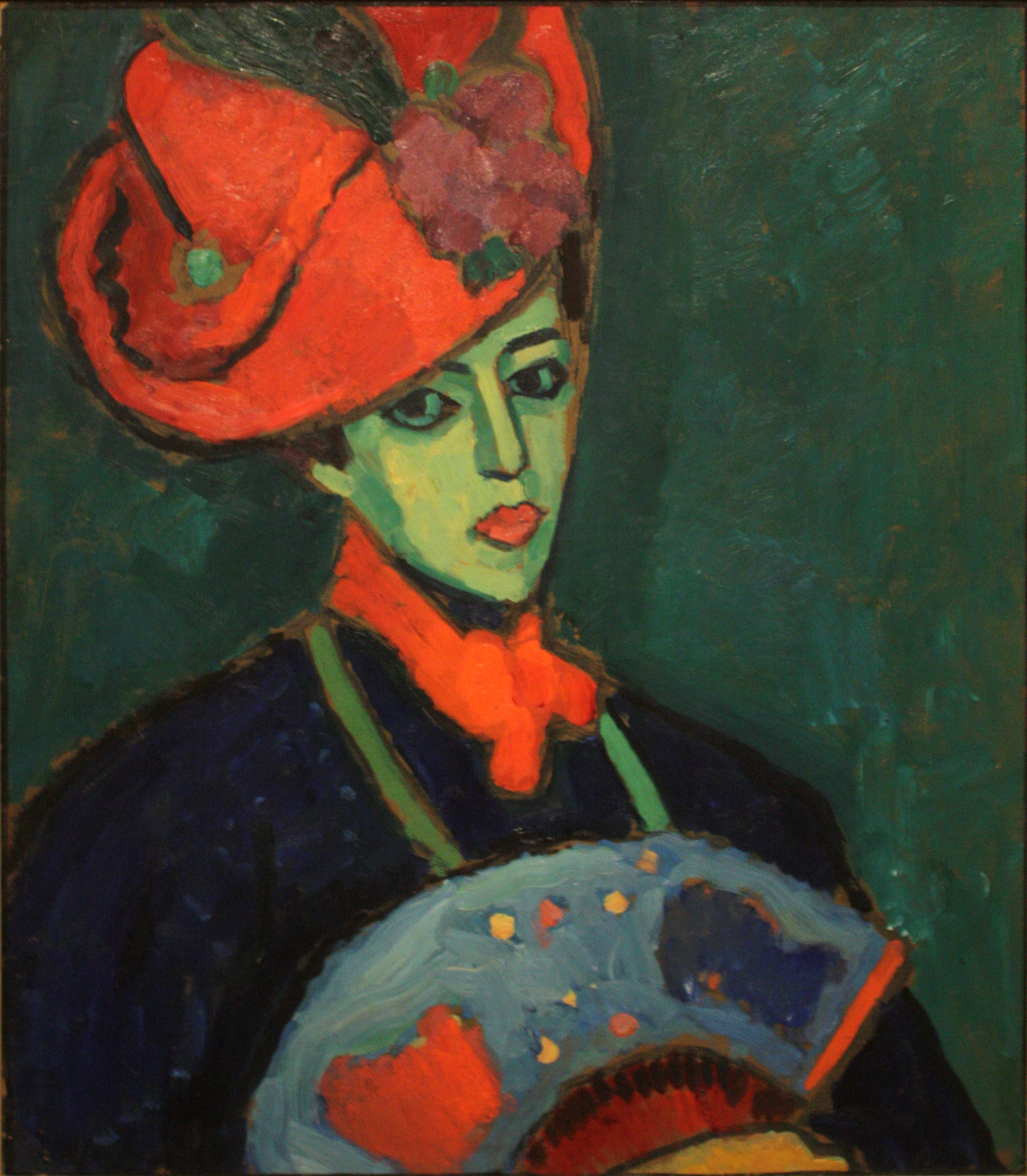
《戴红帽的朔科》，1909年
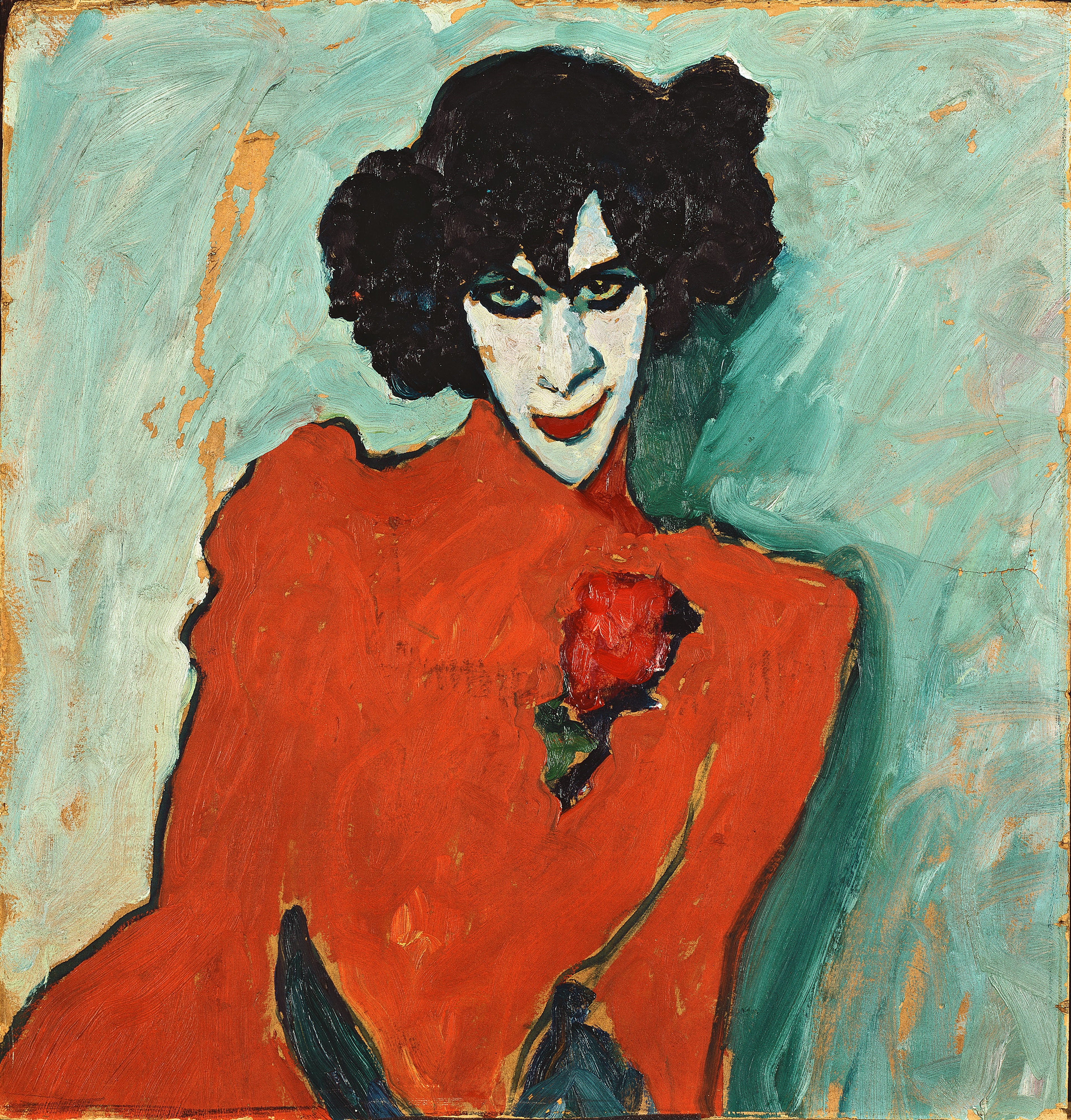
《亚历山大·萨哈罗夫（英语：Alexander Sakharoff）肖像》，1909年
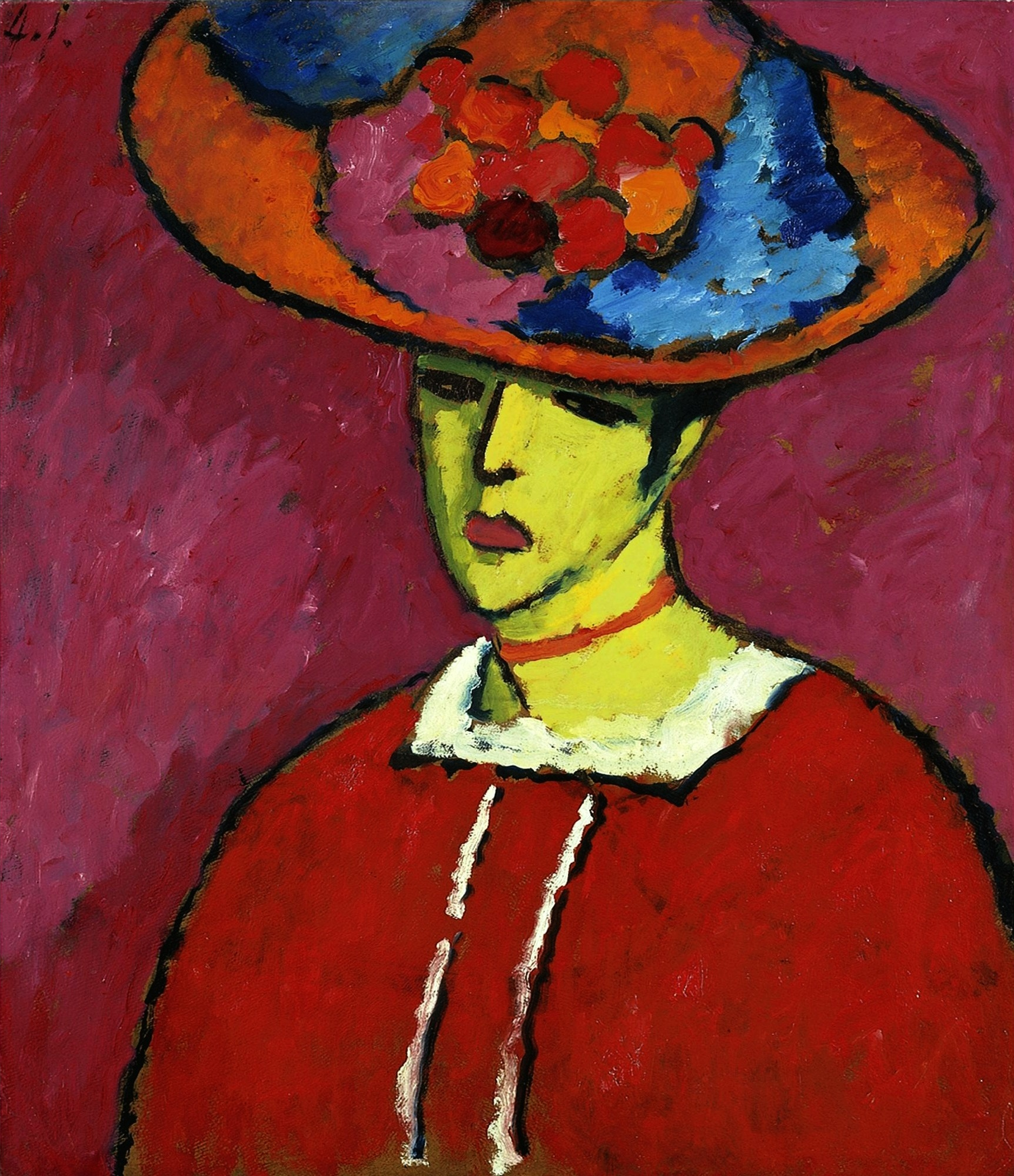
《戴宽边帽的朔科》，1910年
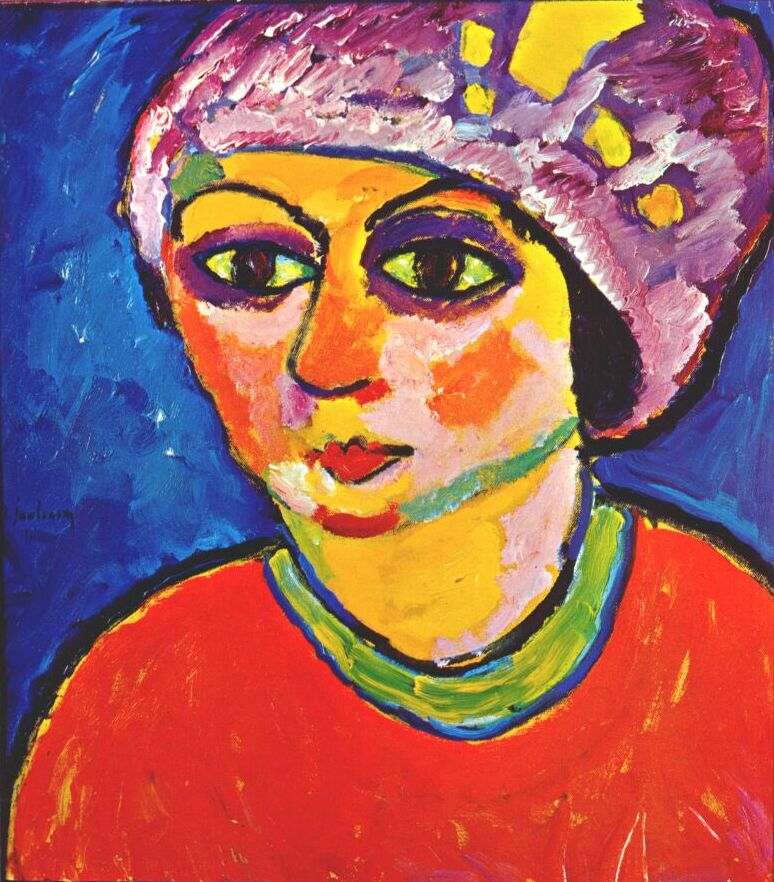
《紫色头巾》，1911年
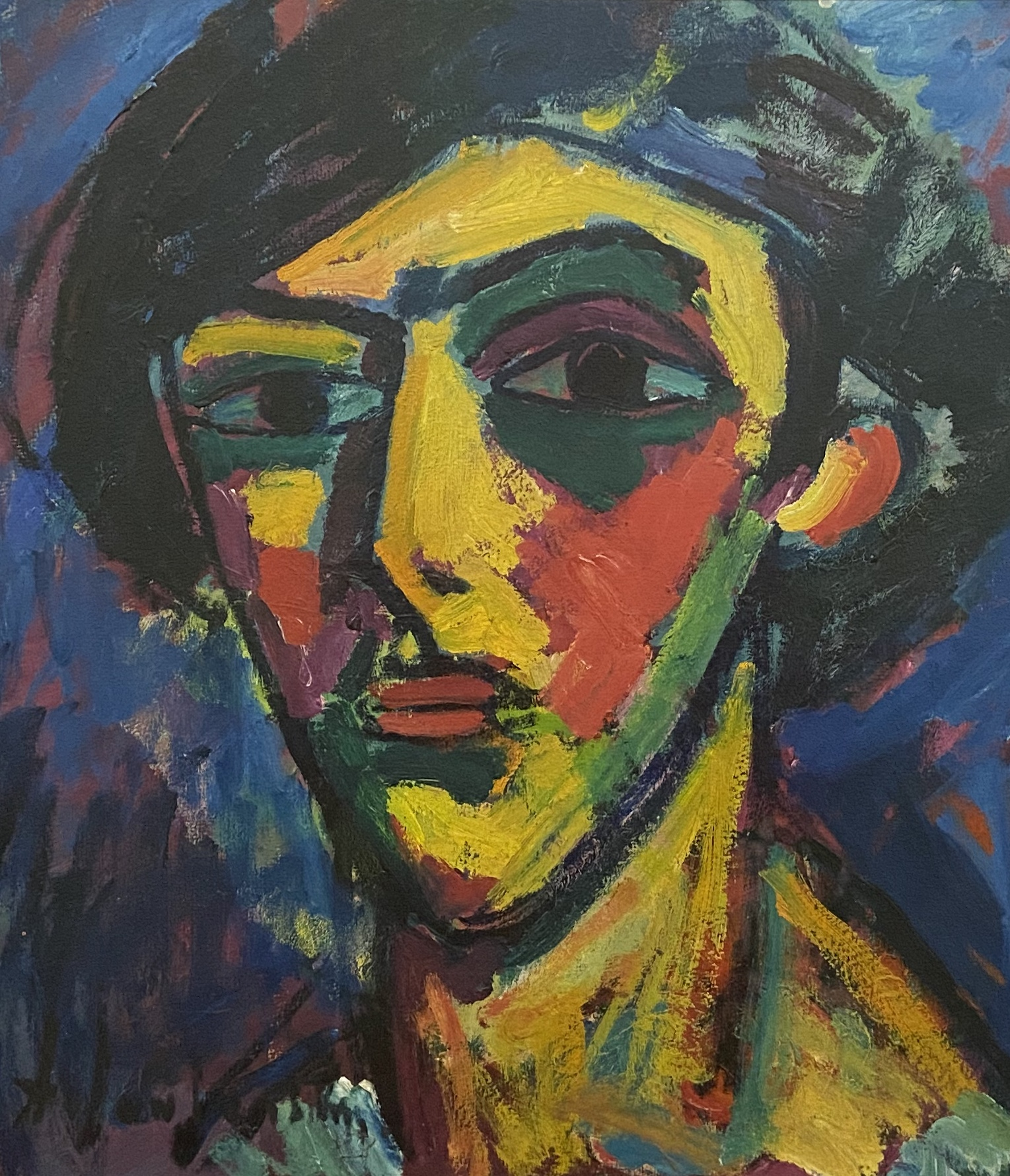
《青年头像》，1911年
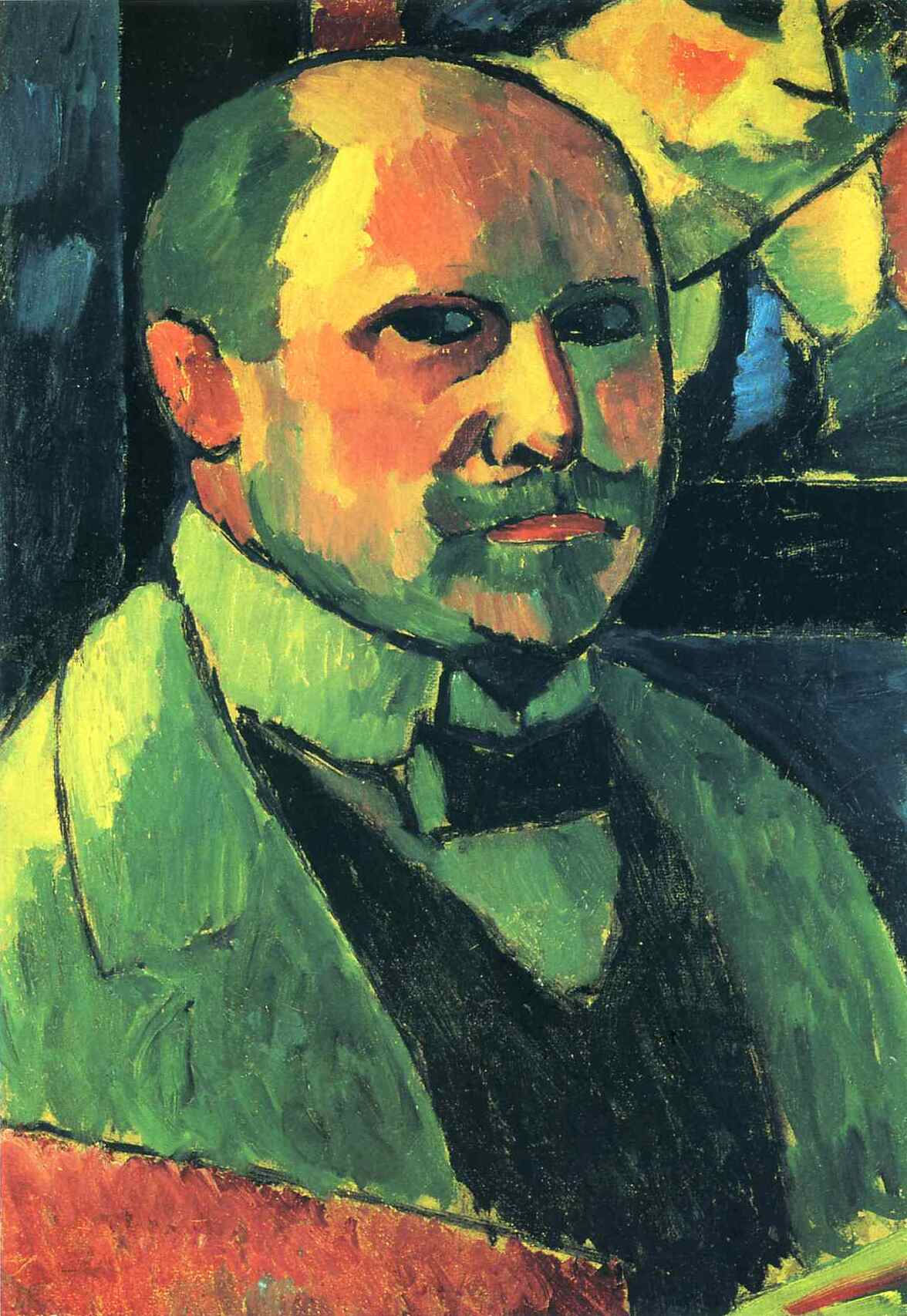
《自画像》，1912年
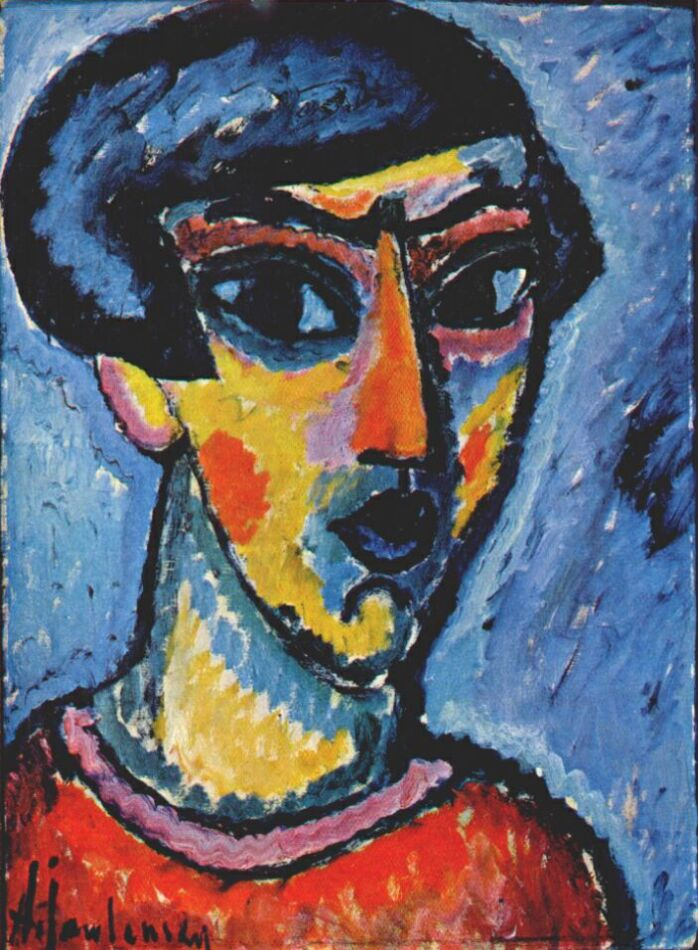
《蓝色头像》，1912年
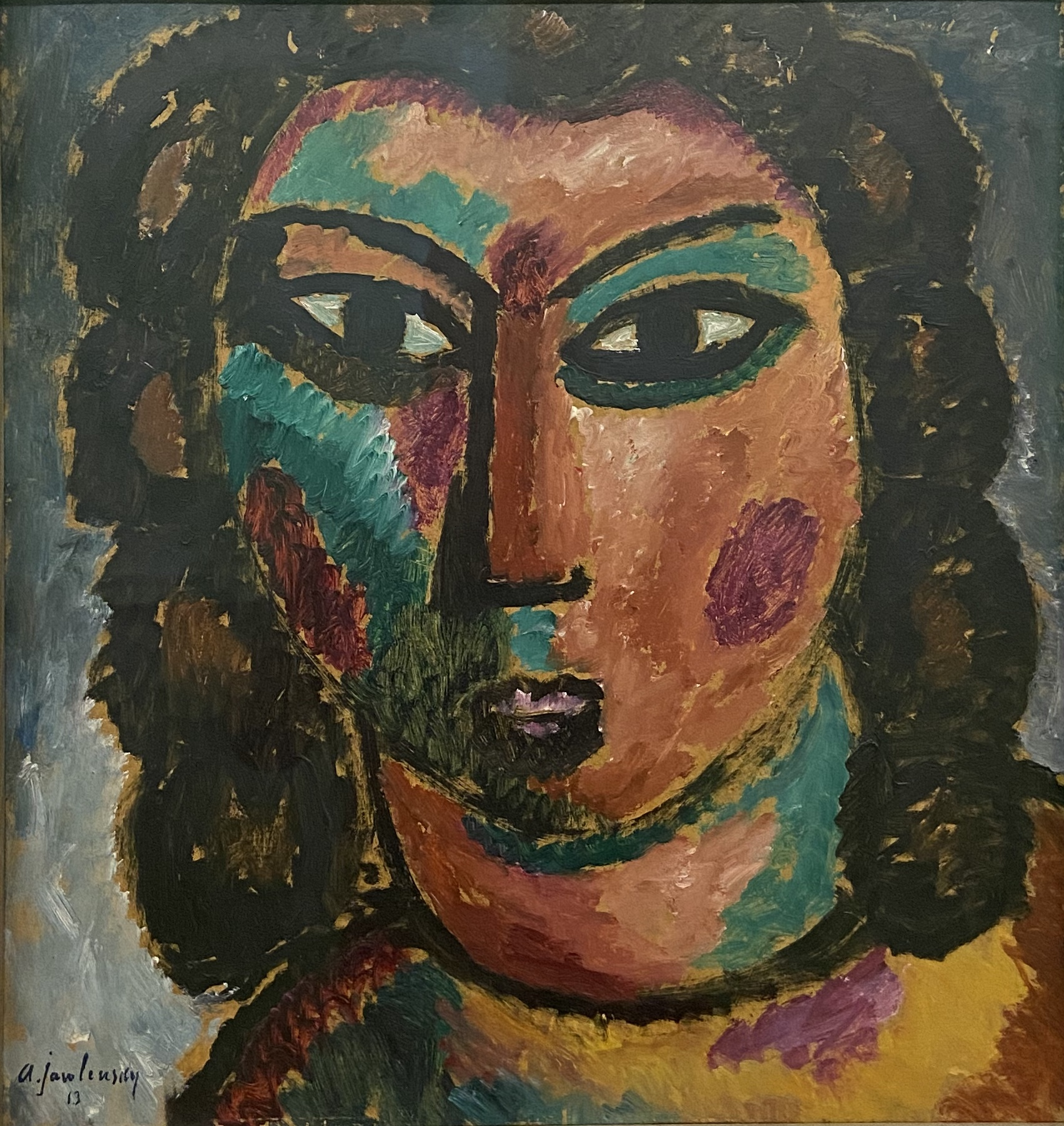
《棕色卷发》，1913年
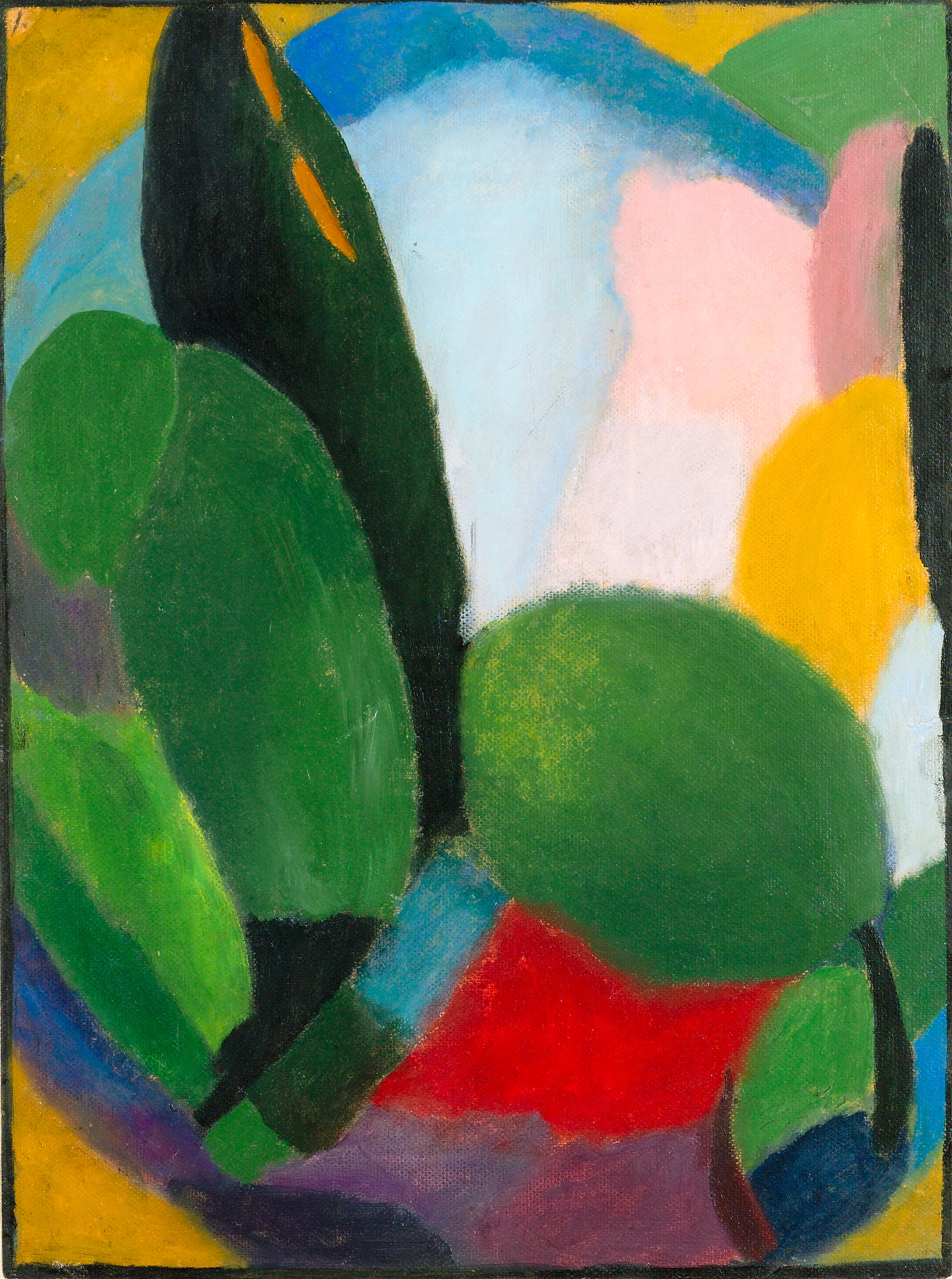
《变化》，1916年
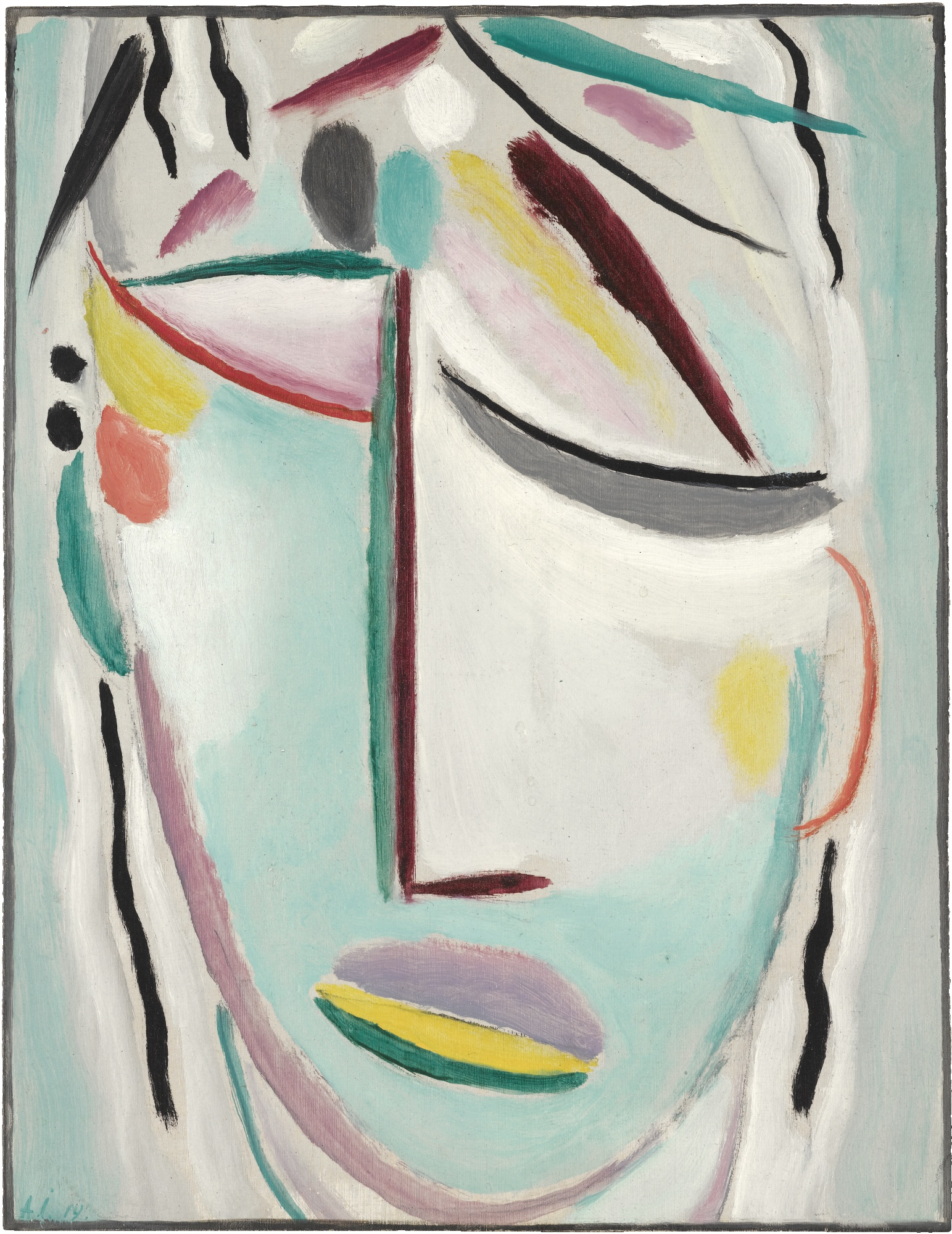
《救世主的面容：殉道者》，1919年
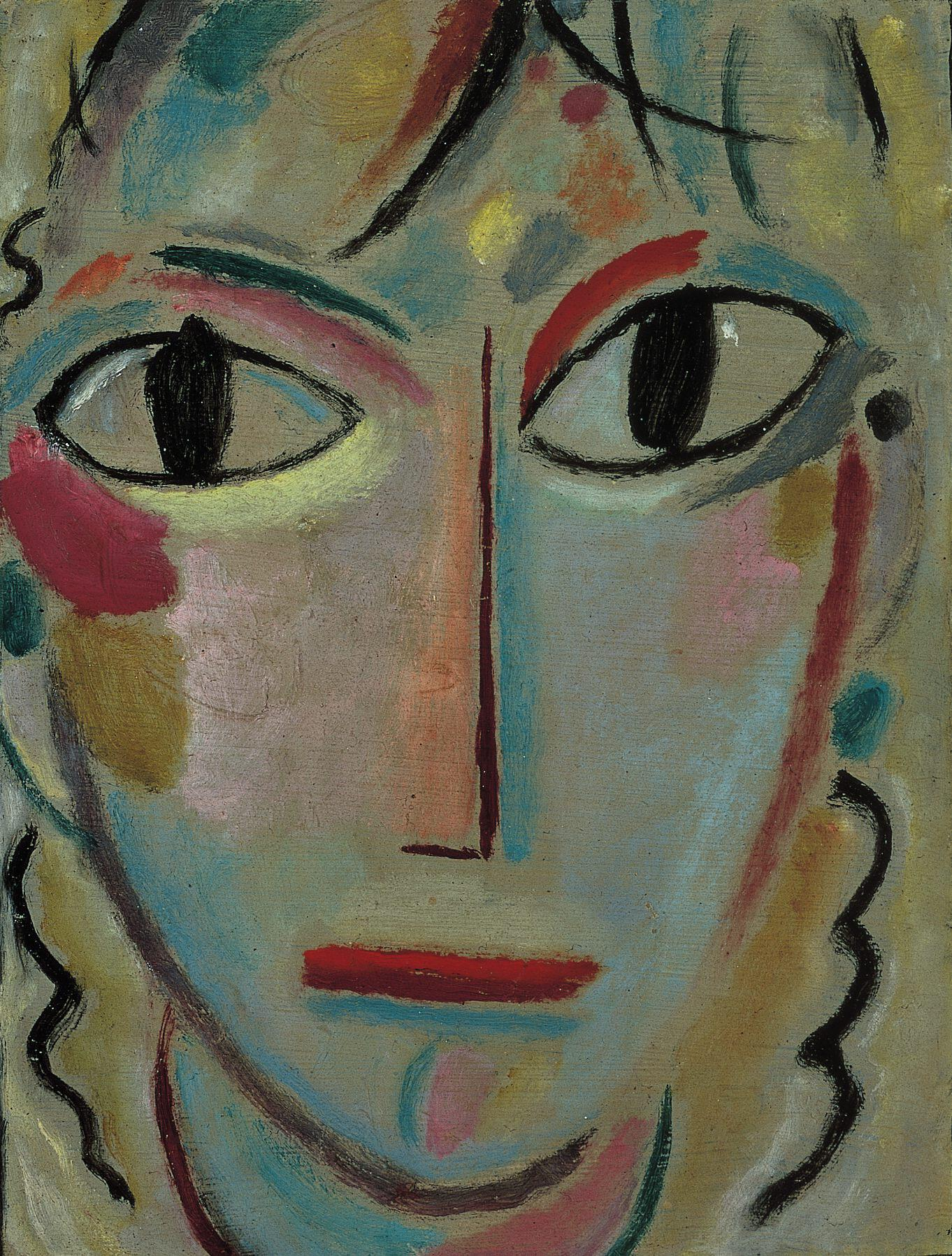
《震惊》，1919年，今藏于美国帕萨迪纳诺顿·西蒙博物馆
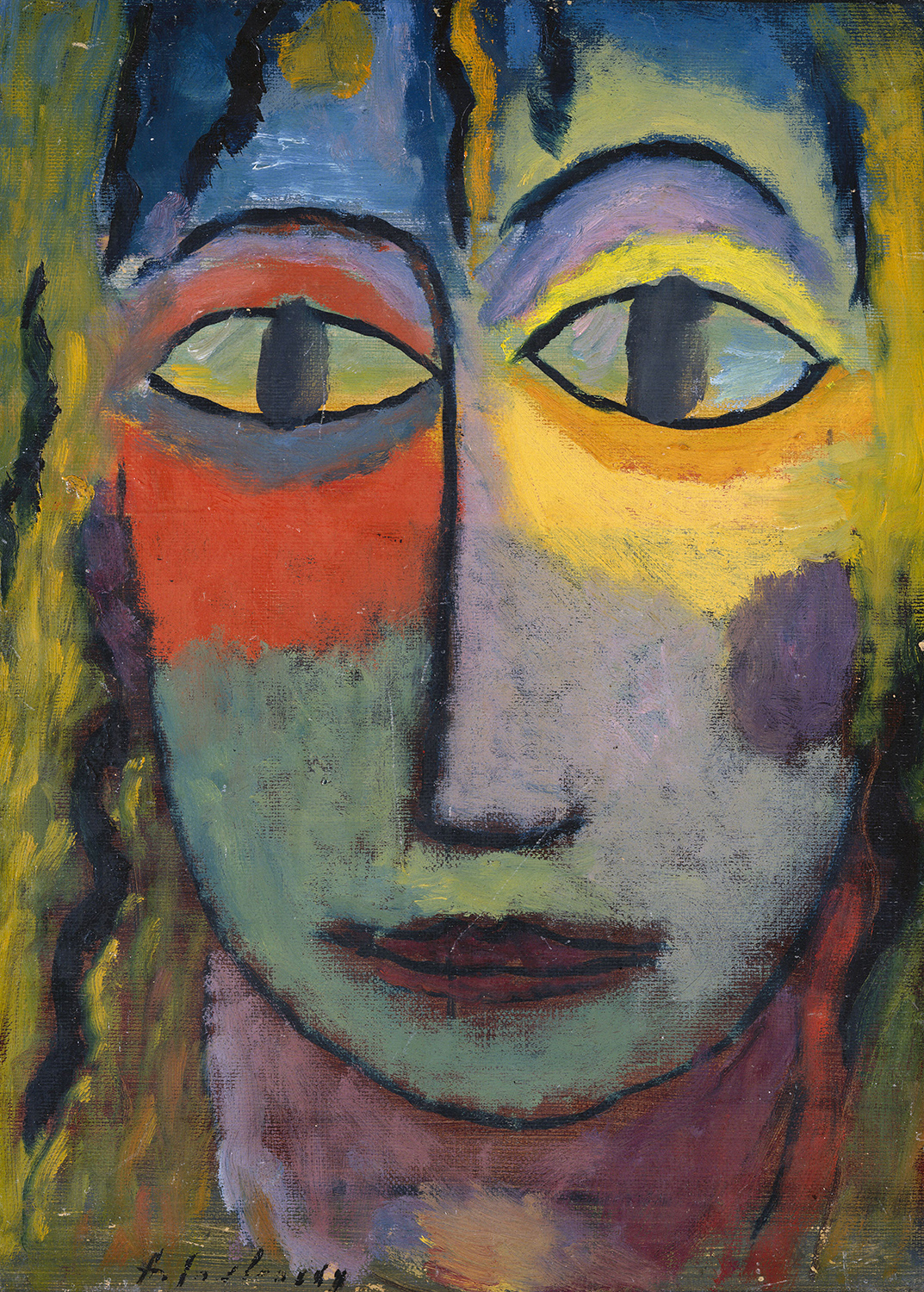
《美杜莎（英语：Medusa (Jawlensky)）》，1923年